# 六·六通令
六·六通令，是1967年6月6日，中共中央、国务院、中央军委、中央文革小组发布的通令。通令旨在纠正当时出现的打砸抢抄抓的歪风。

## 内容
六·六通令一共有七条：
| 一、除国家专政机关奉命依法执行必要的逮捕拘留任务外，任何团体和个人，都不准抓人，都不准私设公堂和变相地私设公堂。 二、各级党政军机关的档案文件和印章，任何团体和个人，都不准抢夺，窃取和破坏。 三、社会主义的国家财产和集体财产绝对不可侵犯，革命群众都有保护的责任，任何团体和个人，都不准侵占，不准砸抢，不准用任何借口进行破坏。 四、严禁武斗，严禁行凶打人，严禁在本单位和到外单位打群架，严禁抢夺个人所有的财物。 五、除国家专政机关奉命依法执行任务外，任何团体和个人，都不准对任何团体和个人，进行搜查和抄家。 六、由各地卫戍部队和驻军负责保证上述各条的执行。自即日起，对于违犯上述各条的，都应该严加处理。…… 七、各革命群众组织，应该成为执行本通知的模范，并协助卫戍部队和驻军进行政治思想工作。 |